# Theodor Zincke
Theodor Zincke (Uelzen, 19 de maio de 1843 — Marburg, 17 de março de 1928) foi um químico alemão.